# Rampart Ridge
Rampart Ridge (sinngemäß übersetzt Schutzwall) ist ein markanter und zerklüfteter Gebirgskamm im ostantarktischen Viktorialand. In der Royal Society Range ragt er nördlich des Rutgers-Gletschers auf und erstreckt sich von der Felsnadel The Spire bis zum Bishop Peak.
Mitglieder der nördlichen neuseeländischen geodätischen Mannschaft bei der Commonwealth Trans-Antarctic Expedition (1955–1958) gaben der Formation im Februar 1957 im Zuge von Vermessungsarbeiten ihren deskriptiven Namen.